# Luca Mozzato
Luca Mozzato (Arzignano, Véneto, 15 de febrero de 1998) es un ciclista italiano que corre en el equipo Arkéa-B&B Hotels.

## Palmarés
2019
- Circuito del Porto-Trofeo Arvedi

2023
- 1 etapa del Tour de Limousin
- Binche-Chimay-Binche

2024
- Bredene Koksijde Classic[1]

## Resultados en Grandes Vueltas
| Carrera | Carrera         | 2018 | 2019 | 2020 | 2021 | 2022  | 2023  | 2024  | 2025  |
| ------- | --------------- | ---- | ---- | ---- | ---- | ----- | ----- | ----- | ----- |
|         | Giro de Italia  | —    | —    | —    | —    | —     | —     | —     | 138.º |
|         | Tour de Francia | —    | —    | —    | —    | 102.º | 132.º | 137.º | —     |
|         | Vuelta a España | —    | —    | —    | —    | —     | —     | —     | —     |

—: no participa
Ab.: abandono

## Equipos
- Dimension Data for Qhubeka (2018-2019)
- B&B Hotels (2020-2022)
  - B&B Hotels-Vital Concept p/b KTM (2020)
  - B&B Hotels p/b KTM (2021)
  - B&B Hotels-KTM (2022)
- Arkéa (2023-)
  - Arkéa Samsic (2023)
  - Arkéa-B&B Hotels (2024-)